# Kramerspitz
Die Kramerspitz (kurz auch der Kramer; ins Hochdeutsche übersetzt, aber unüblich, die Kramerspitze) ist ein 1985 m ü. NHN hoher Berg nordwestlich von Garmisch-Partenkirchen. Der Berg bietet eine umfassende Aussicht auf das Zugspitzmassiv sowie auf das Karwendelgebirge und die Ebene rund um München.

## Aufstieg
Der Gipfel ist als Bergtour für trittsichere Wanderer von Garmisch entweder von Osten über St. Martin (1028 m) oder von Westen über die Stepbergalm (1583 m) erreichbar (im Foto ganz rechts unten noch sichtbar). Der Weg über letztere ist etwas einfacher, sodass sich eine Überschreitung von St. Martin zur Stepbergalm anbietet.
Der Berg ist für einen geübten Wanderer leicht zu begehen, lediglich die letzten 100 Höhenmeter zum Gipfel erfordern Erfahrung im Umgang mit Kletterhilfen wie Stahlseilen, welche dort an schwierigen Stellen angebracht sind. Da die letzten 100 Höhenmeter aus blankem Fels bestehen, sollte in den Wintermonaten erhöhte Vorsicht geboten sein.
Es bieten sich mehrere Wege zur Besteigung an, ein sehr populärer Weg führt über den Fuß des Berges, z. B. am Sportplatz in Garmisch-Partenkirchen, über den Rundweg zur Stepbergalm (Aufstieg ca. 2–3 Stunden). Von der Stepbergalm geht es dann noch etwa 400 Höhenmeter zum eigentlichen Gipfel (ca. 1–2 Stunden). Beim Abstieg kann man noch zwei andere Nebengipfel ersteigen, bevor man nach ca. 2–3 Stunden Abstieg wieder den Ausgangspunkt erreicht.

## Bildergalerie

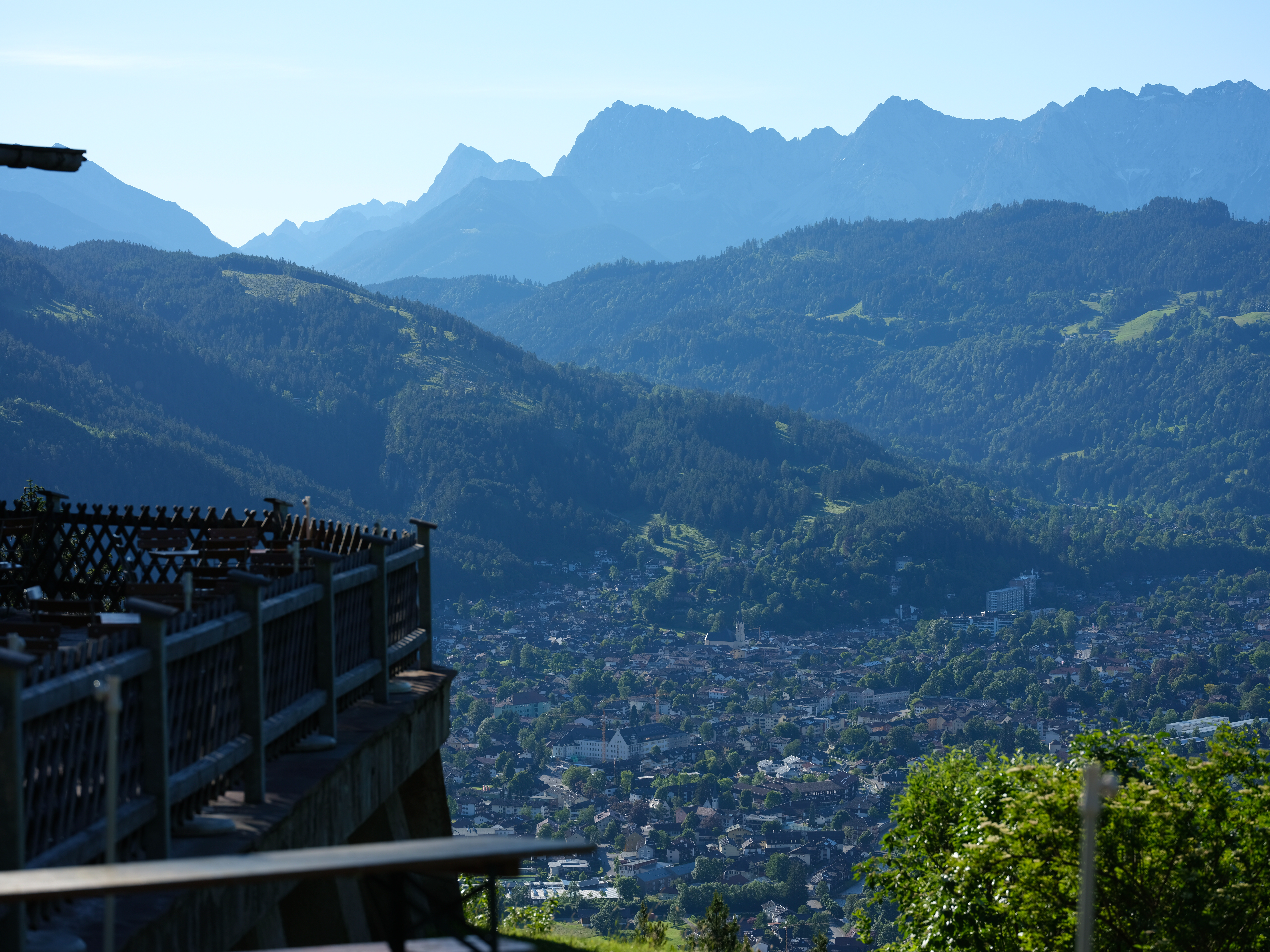
Aufstieg Kramer, Blick von der St. Martinshütte Richtung Garmisch-Partenkirchen
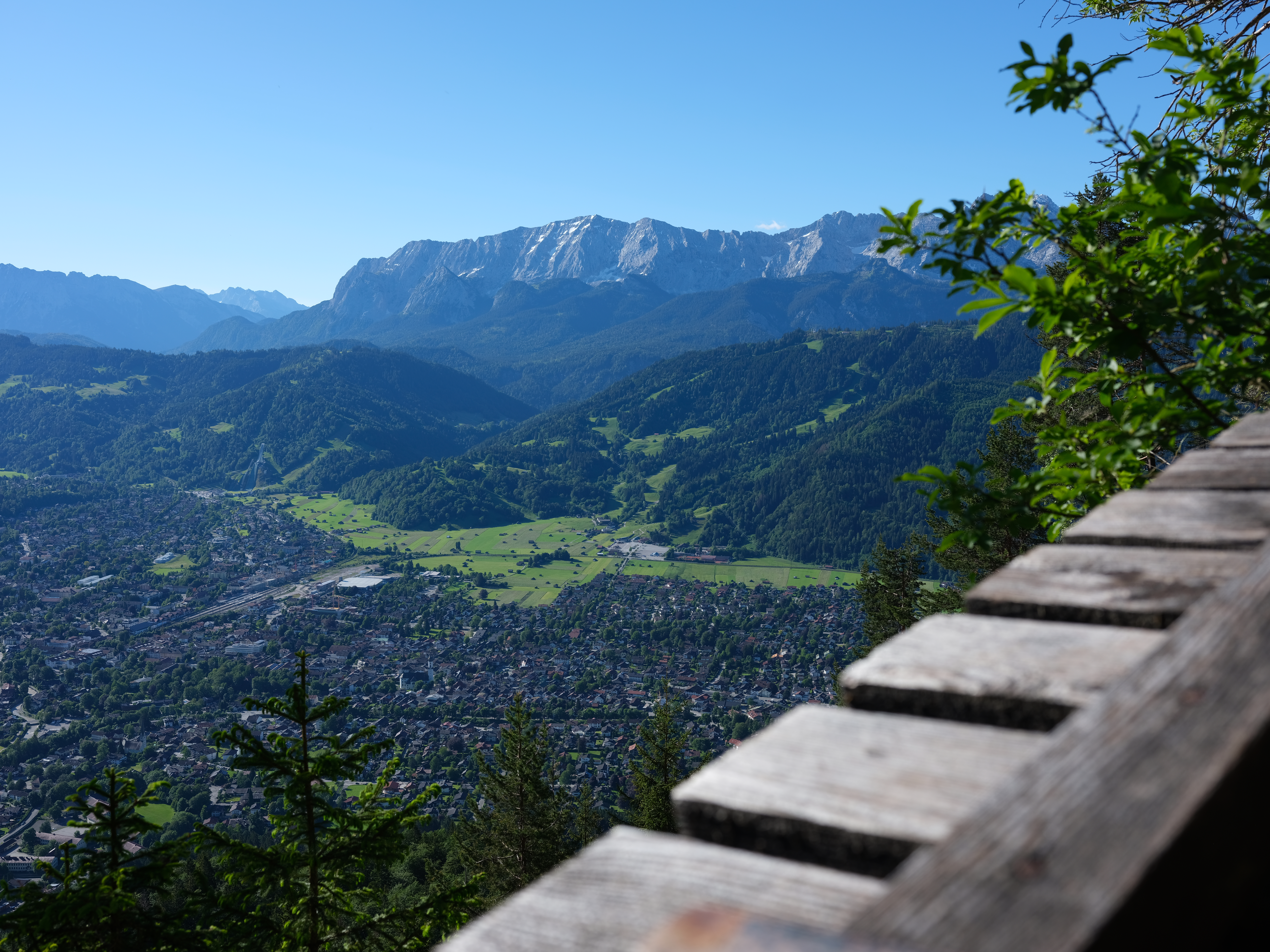
Aufstieg Kramer mit Blick Richtung Garmisch-Partenkirchen; etwas oberhalb der St. Martinshütte
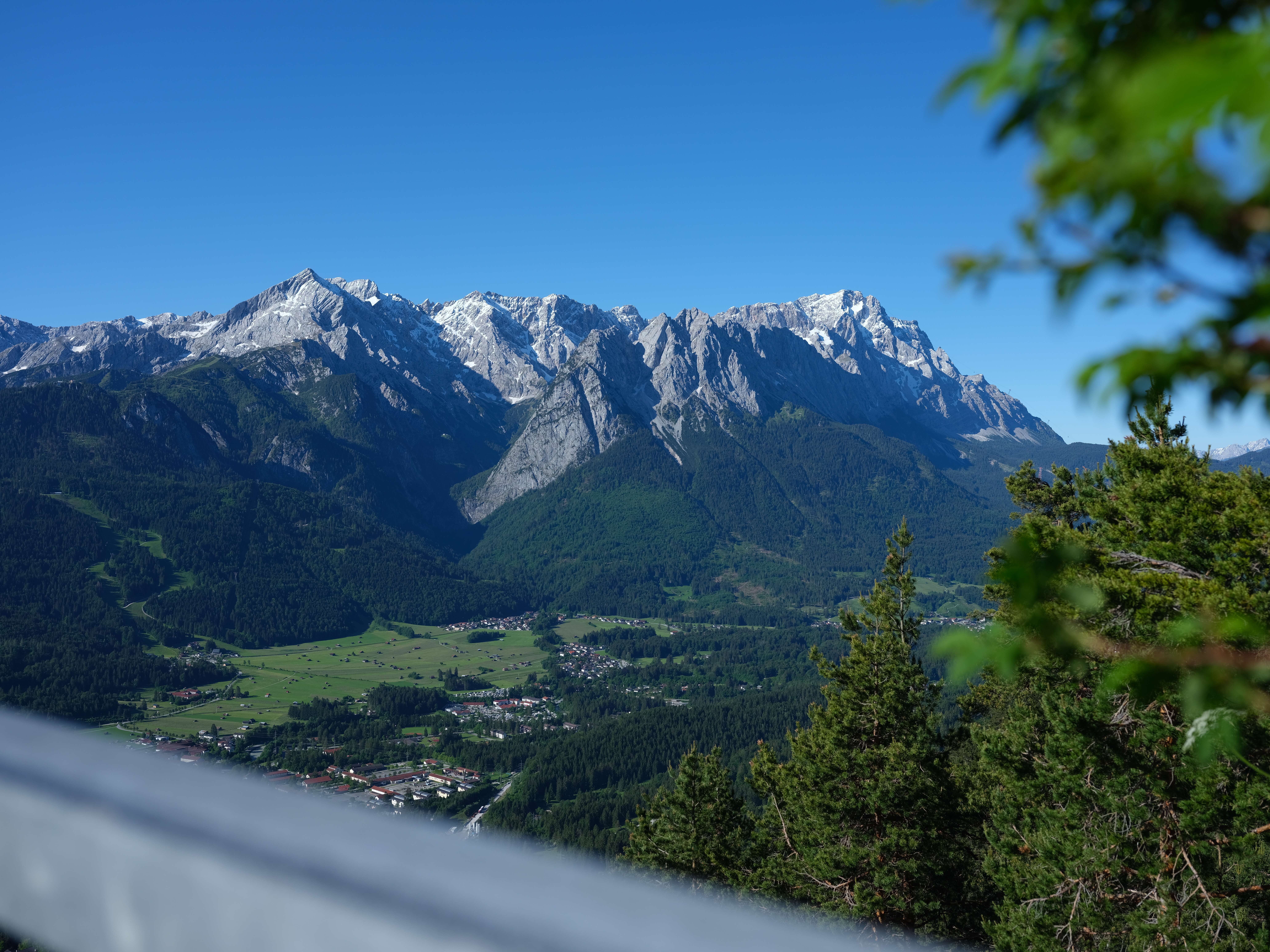
Aufstieg Kramer, Blick von der Felsenkanzel (1238 m) Richtung Zugspitze
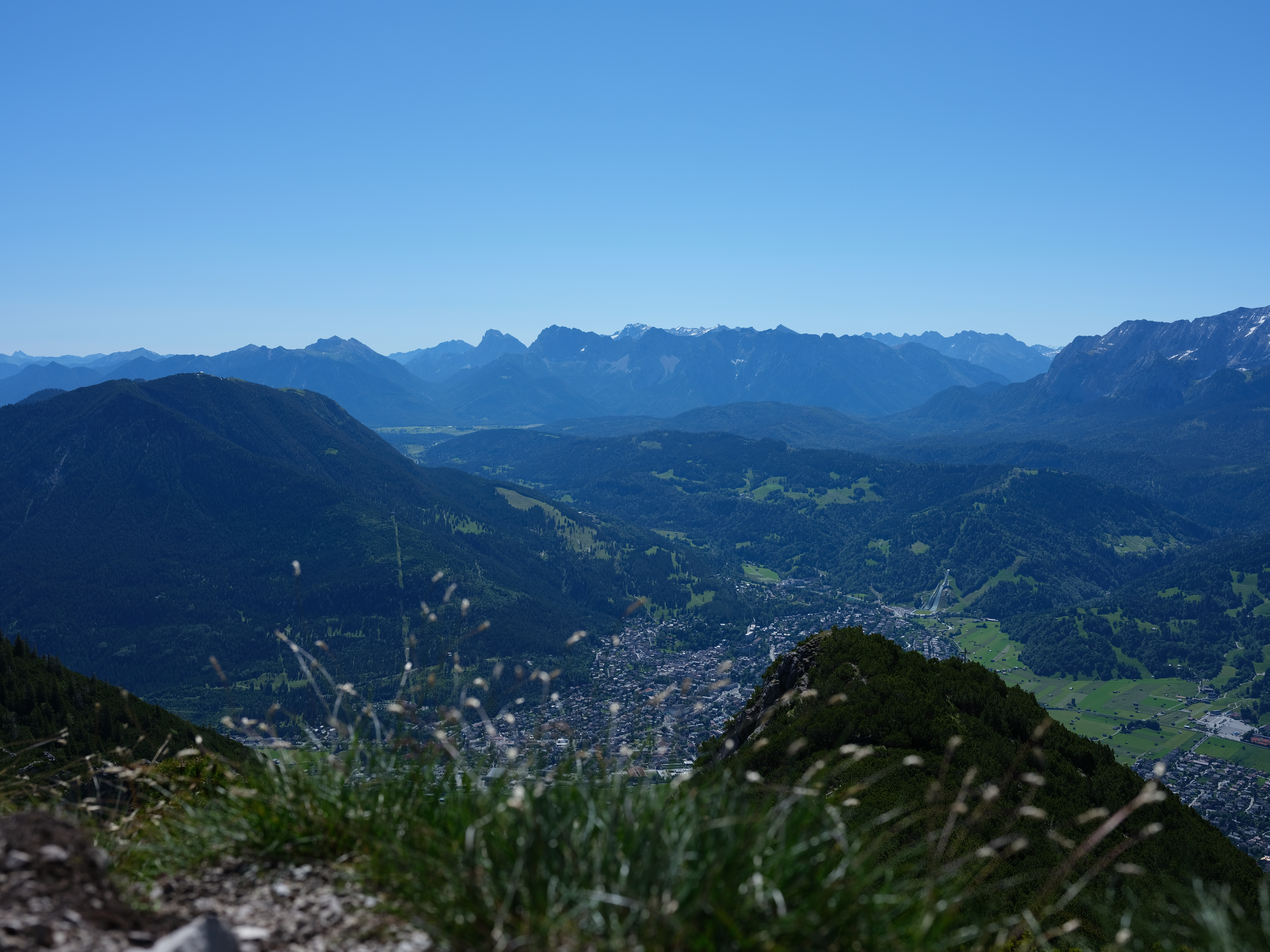
Blick vom Kramergrat Richtung Osten nach Garmisch-Partenkirchen
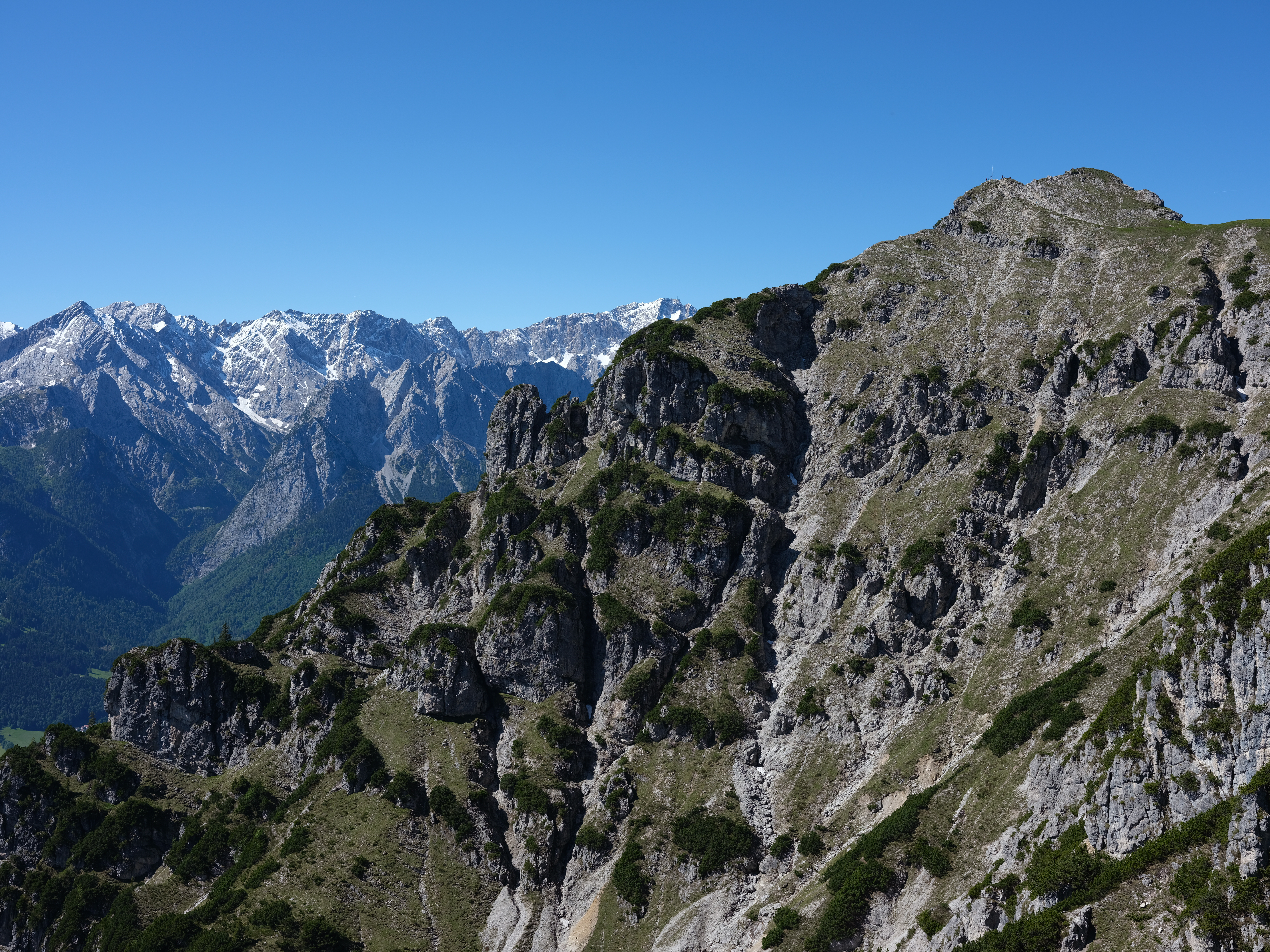
Blick vom Kramergrat Richtung Westen zum Kramergipfel
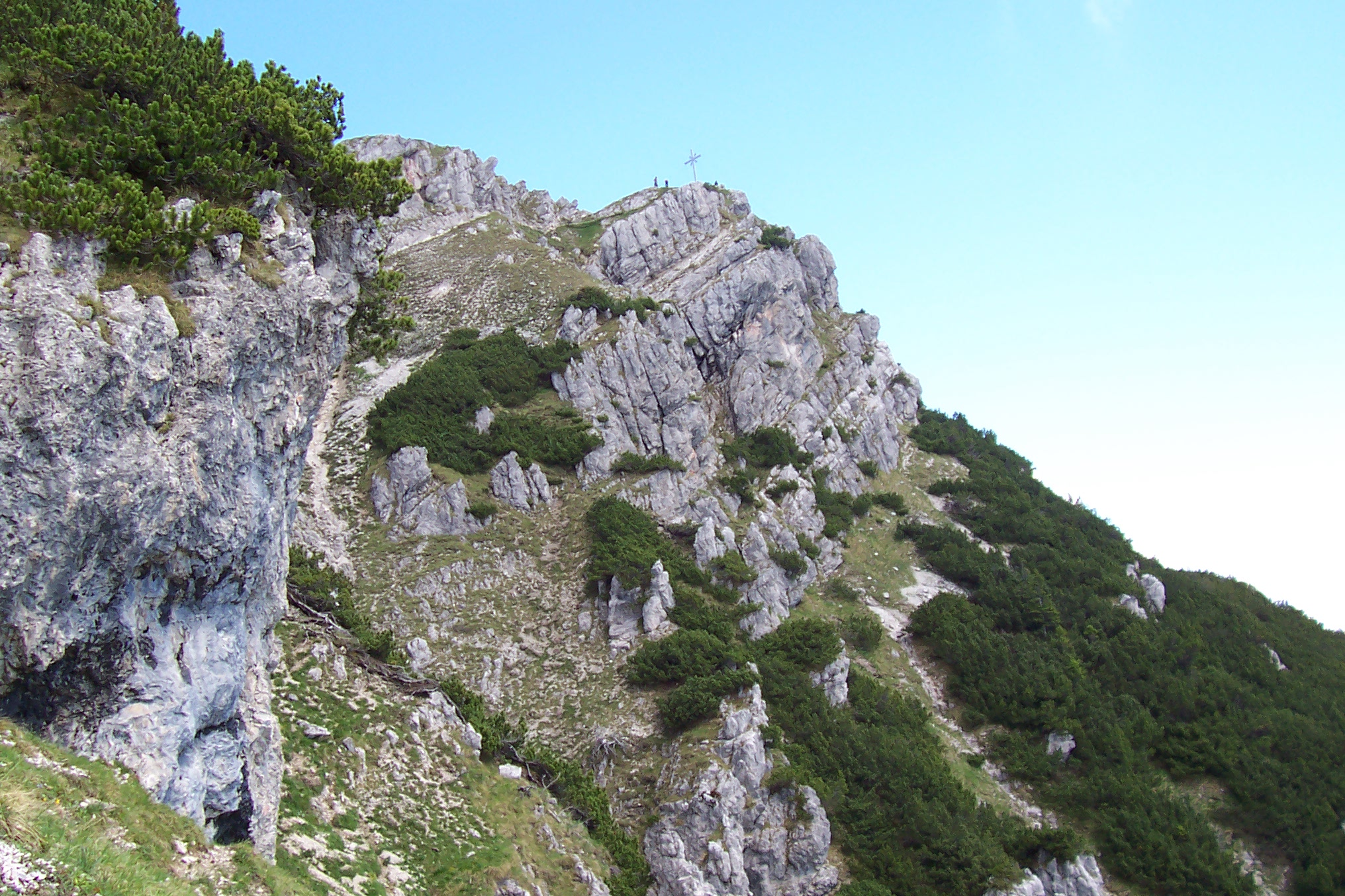
Kramerspitz Gipfelbereich, aus Richtung Stepbergalm
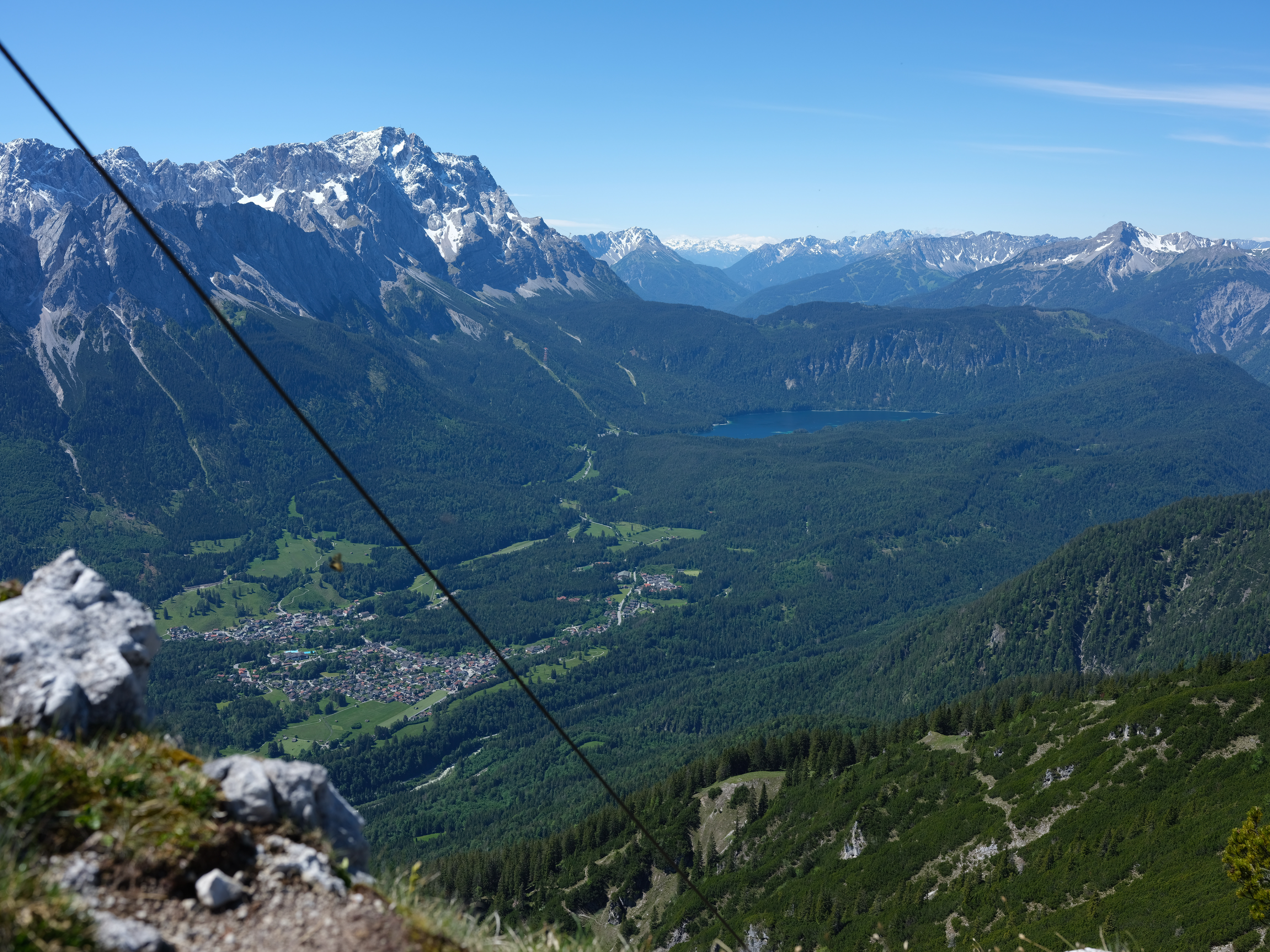
Blick vom Kramerspitz in Richtung Zugspitze, mit Grainau und Eibsee
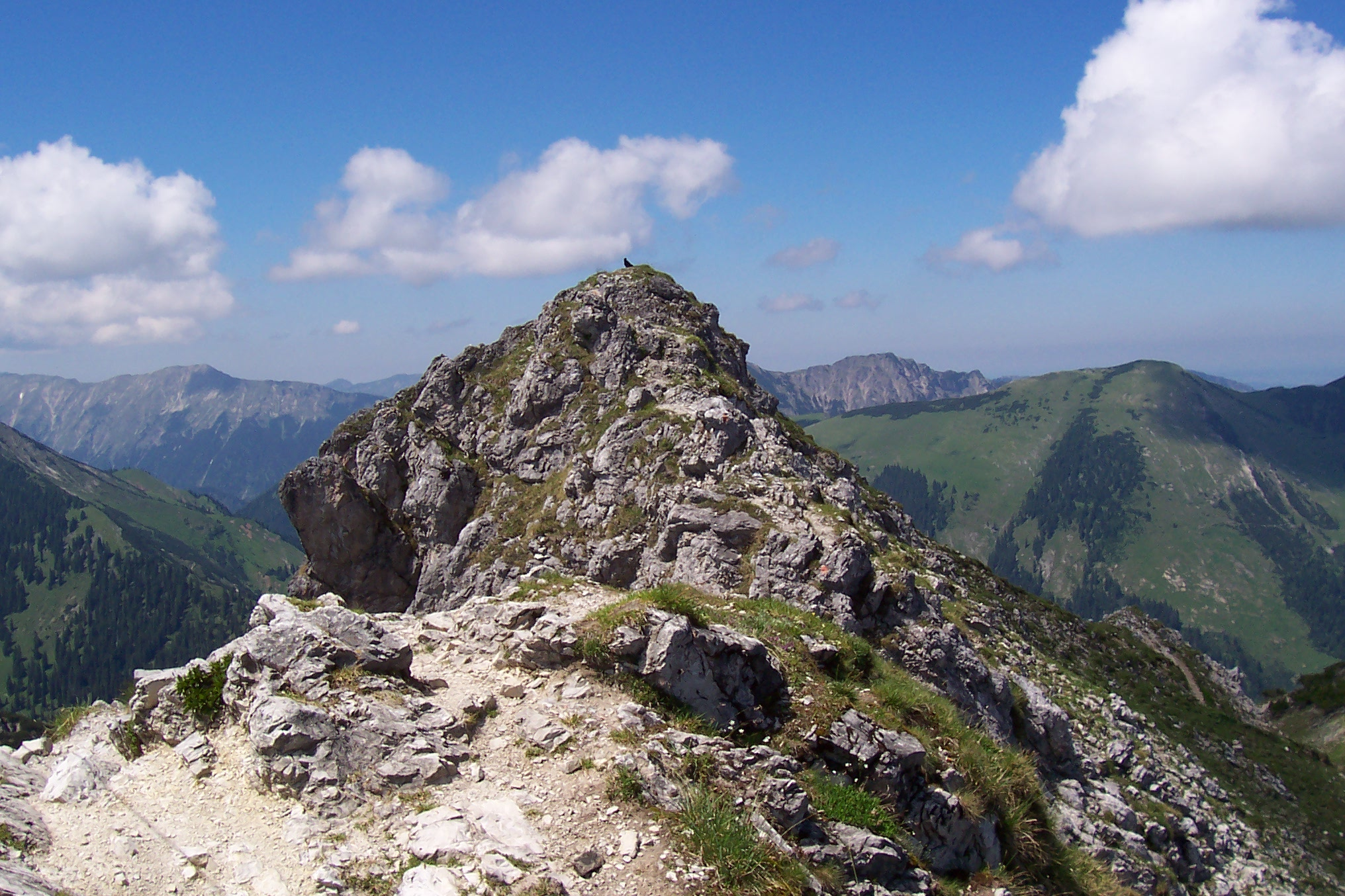
Kramerspitz Gipfel (echter Gipfel, Gipfelkreuz steht ca. 5 Meter unterhalb)
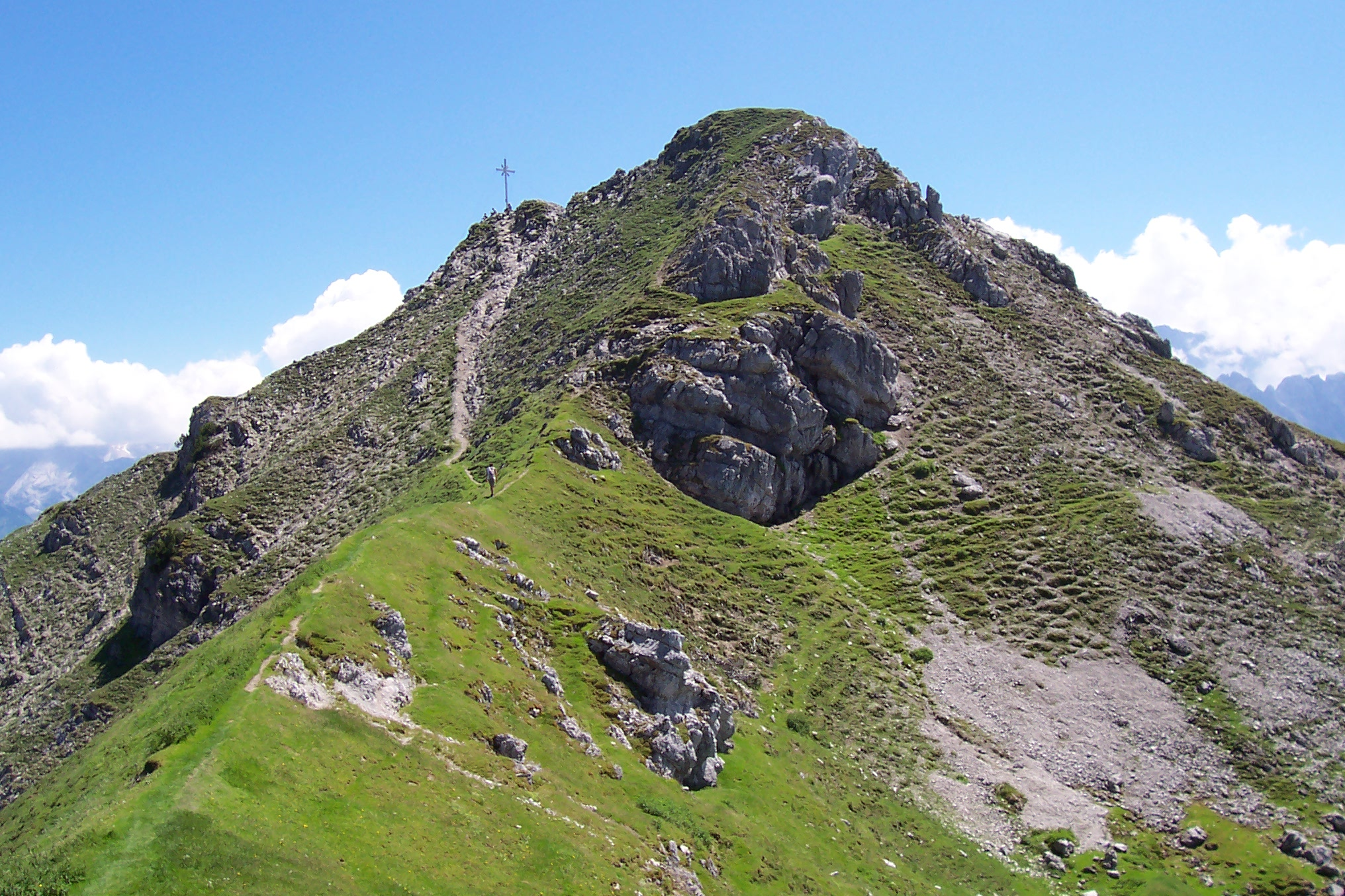
Kramerspitz Gipfel von Norden
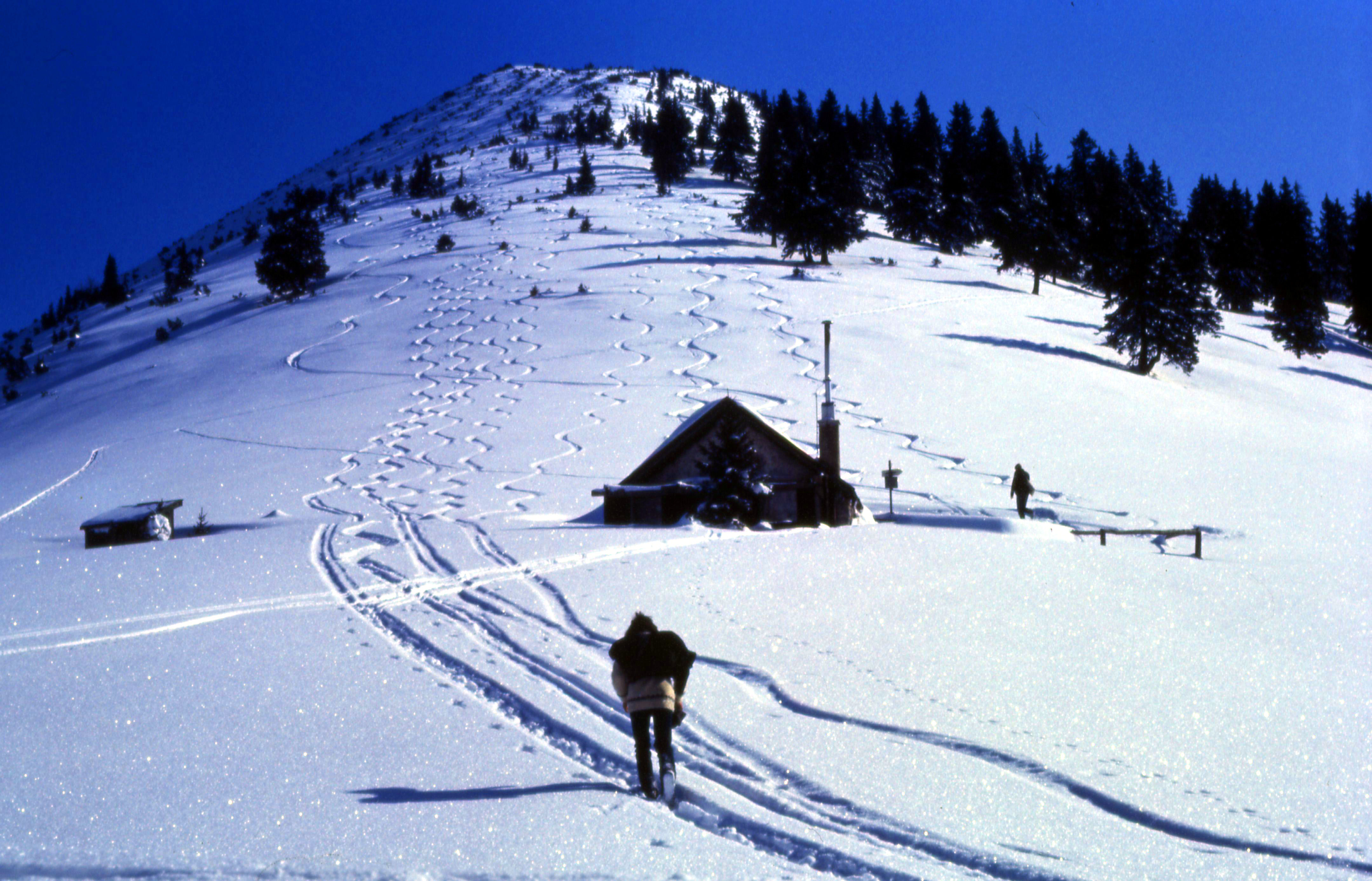
Stepbergalm im Winter
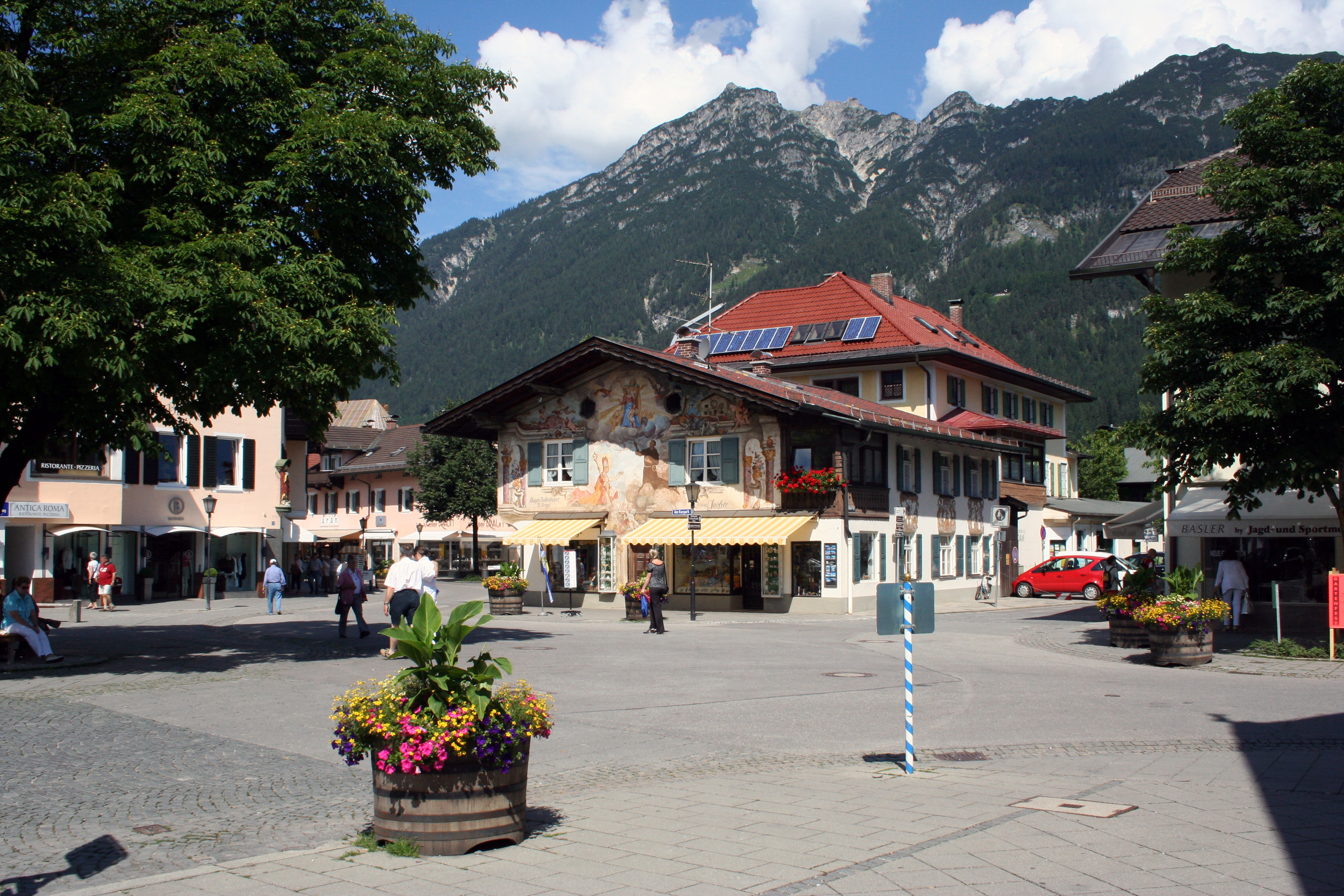
Garmisch, Fußgängerzone mit der Kramerspitz im Hintergrund

## Bauliche Eingriffe
Unmittelbar südöstlich des Kramerspitz liegt Garmisch-Partenkirchen. Im Zuge einer geplanten Ortsumgehung befindet sich derzeit der Kramertunnel im Bau, dessen Trasse durch den Südhang des Berges verläuft.   